# Momentum Institut
Das Momentum Institut ist eine gewerkschaftsnahe österreichische Denkfabrik, die den Anspruch stellt, Vorschläge für eine nachhaltigere, gerechtere Gesellschaft zu erarbeiten und zu verbreiten. Der Verein ist in seinem politischen Selbstverständnis dem linken Spektrum zuzuordnen.
Im beratenden Gremium des Vereins befinden sich u. a. Laura Wiesböck und Emmerich Tálos.

## Positionierung
Nach Eigendefinition möchte das Momentum Institut ein „Think Tank der Vielen“ sein als „Agenda du und ich“ in Abgrenzung zu anderen österreichischen Denkfabriken. Zahlreiche Mitarbeiter und Funktionäre stammen aus dem Umfeld der politischen Arbeiterbewegung bzw. der SPÖ.

## Finanzierung
Das Institut ging aus dem jährlichen wissenschaftlichen Kongress Momentum hervor und bezeichnete sich als rein spenden- bzw. crowdfunding-finanziert. Anfang 2022 geriet die Finanzierung des Instituts durch eine parlamentarische Anfrage des NEOS-Abgeordneten Gerald Loacker in den Fokus der medialen Aufmerksamkeit. Dabei wurde die Subventionierung des Instituts mithilfe von Pflichtbeiträgen durch die Arbeiterkammer (AK), die Momentum im Jahr 2020 bei einem Gesamtbudget von 1,6 Millionen Euro mit insgesamt 900.000 Euro förderte, zum Thema. Der Betrag wurde damals auch im Tätigkeitsbericht der AK ausgewiesen. Weitere Spender waren laut Jahresbericht des Instituts u. a. die Milliardärin & Unternehmerin Patricia Kahane, die Millionen-Erbin Marlene Engelhorn und die „Solidarität Privatstiftung“ des ÖGB. Die Anfrage stieß eine Diskussion darüber an, welchen Einfluss die Finanzierung auf Think Tanks wie Momentum oder auch das wirtschaftsnahe Agenda Austria und außeruniversitäre Forschungsinstitute wie WIFO, IHS oder wiiw hat.

## Medium Moment
Das Medium Moment soll entlang seiner redaktionellen Richtlinien jene inhaltlichen Ziele verbreiten, die vom Momentum Institut erarbeitet werden. Die redaktionelle Linie beschrieb Redaktionsleiter Tom Schaffer in folgender Weise:

„Wir sind progressiv. Es finden sich mit Sicherheit in vielerlei Hinsicht linke Haltungen, aber es sind auch viele liberale Elemente dabei […] Wir sagen progressiv dazu – auch weil das Wort nicht so vorbelastet ist wie ‚links‘. Man ist damit auch nicht sofort in einer Schublade drin. ‚Links‘ bedeutet für viele Menschen auch ein starreres Bild von der Welt, als wir es eigentlich transportieren wollen.“

Die Mittel sind dabei eine Homepage, ein YouTube-Kanal, Newsletter, Interviews, Cartoons sowie andere journalistische Instrumente, beispielsweise die wöchentliche „Post von Hanna“ oder moderierte Chat-Gespräche. Die Inhalte werden unter der Lizenz CC BY-SA 4.0 veröffentlicht.

## Werkzeug Parlagram
Nach Vorlage der Zeitung Die Zeit, die anlässlich des 70-jährigen Bestehens des deutschen Bundestages die Idee hatte, sind auf Grundlage von Open Data mit dem Parlagram die verschriftlichten stenografischen Wortprotokolle der Plenarsitzungen des österreichischen Nationalrates von 1945 bis aktuell 2018 systematisch durchsuchbar gemacht worden. Vor allem für linguistische Diskursanalysen und politikwissenschaftliche Forschungsarbeiten können derartige Werkzeuge eingesetzt werden.